# Salah Bey
Salah Bey är en ort i Algeriet.   Den ligger i provinsen Sétif, i den norra delen av landet, 230 km öster om huvudstaden Alger. Salah Bey ligger 976 meter över havet och antalet invånare är 23 339.
Terrängen runt Salah Bey är kuperad åt sydväst, men åt nordost är den platt. Runt Salah Bey är det ganska tätbefolkat, med 230 invånare per kvadratkilometer. Det finns inga andra samhällen i närheten. Trakten runt Salah Bey består till största delen av jordbruksmark.